# Železov pentakarbonil
Železov pentakarbonil Fe(CO)5: rumena oljnata tekočina, pri segrevanju, ob odsotnosti kisika, razpade v železo in CO. Največ ga uporabijo za pridobivanje čistega železa in za pridobivanje rdečega pigmenta Fe2O3.

## Identifikacija snovi ali pripravka:
Identifikacija snovi ali pripravka:
 Uporaba snovi ali pripravka:

## Ugotovitve o nevarnih lastnostih:
Napotki za nevarnost:

## Ukrepi za prvo pomoč:
Ponesrečenca prenesemo na svež zrak. Tesno obleko zrahljamo. Pri zastoju dihanja mu dajemo do prihoda zdravnika umetno dihanje (kisik). Kontaminirane dele obleke je treba takoj odstraniti, prizadete dele telesa pa temeljito izprati z vodo. Pri poškodbah oči je treba oko 10-15 minut spirati z vodo. Takoj moramo poklicati zdravniško pomoč.

## Ukrepi ob požaru:
Posebne nevarnosti
Primerna sredstva za gašenje: Majhne požare železovega pentakarbonila, če niso nevarni za okolico, pustimo, da zgorijo. Za gašenje velikih požarov uporabljamo vodo ali razpršen vodni curek.
Posebna zaščitna oprema za gasilce:

## Ukrepi ob nezgodnih izpustih
Previdnostni ukrepi, ki se nanašajo na ljudi:
Ekološki zaščitni ukrepi

## Ravnanje z nevarno snovjo/pripravkom in skladiščenje
Dobro prezračevanje, izsesavanje iz spodnjih delov prostora, skrajna čistoča na delovnih mestih, varnostni ukrepi pred statično elektriko, gasilno pregrinjalo, steklenice za izpiranje oči, varnostna prha (pri ravnanju z večjimi količinami snovi), zaprte in ozemljene aparature, lokalno izsesavanje, izogniti se moramo brizganju in pretakanju s prostim padom, s snovjo polito obleko takoj zamenjamo, ognjavarna antistatična zaščitna obleka, neprepustne rokavice, tesno prilegajoča in po potrebi zaščita dihal z zaščitno masko s filtrom CO (črna barva) ali zaščitna sredstva na bazi izolacije.
Obvezno periodično poučevanje delavcev in potrdila o preizkusih znanja; obdobni zdravniški pregledi.

## Fizikalne in kemijske lastnosti
Zelo strupena vnetljiva tekočina. Plamenišče 15 °C, vžigna temperatura 60 °C. Tekočina je zelo hlapna. Hlapi tvorijo z zrakom eksplozijske zmesi, ki so težje od zraka. Razširjajo se pri tleh in pri vžigu lahko ogenj zajame veliko površine. Eksplozijsko območje od 3,7 do 12,5 vol %.
Železov pentakarbonil oksidira na zraku in močno razpada pri segrevanju nad 60 °C. Pod vplivom svetlobe razpade že pri sobni temperaturi (ca. 20 °C). Nevarnost samovžiga. Posebna nevarnost vžiga na snoveh z veliko povšino, kot npr. na oblekah, aktivnem oglju ipd.
Pri razpadu brez prisotnosti zraka nastaja železo in ogljikov monoksid.

## Druge informacije
[[Kategorija:]]